# Condado de Calhoun (Iowa)
El condado de Calhoun (en inglés: Calhoun County, Iowa), fundado en 1855, es uno de los 99 condados del estado estadounidense de Iowa. En el año 2000 tenía una población de 11 115 habitantes con una densidad poblacional de 8 personas por km². La sede del condado es Rockwell City.

## Geografía
Según la Oficina del Censo, el condado tiene un área total de 1482 km² (572,2 mi²), de la cual 1477 km² (570,3 mi²) es tierra y 6 km² (2,3 mi²) es agua.

### Condados adyacentes
- Condado de Pocahontas norte
- Condado de Webster este
- Condado de Greene sureste
- Condado de Carroll suroeste
- Condado de Sac oeste

## Demografía

Condado de Calhoun distribución de la población por edad y sexo, censo de 2000

En el 2000 la renta per cápita promedia del condado era de $33 286, y el ingreso promedio para una familia era de $41 583. El ingreso per cápita para el condado era de $17 498. En 2000 los hombres tenían un ingreso per cápita de $28 787 contra $20 095 para las mujeres. Alrededor del 7.10% de la población estaba bajo el umbral de pobreza nacional.
| 1900   | 1910   | 1920   | 1930   | 1940   | 1950   | 1960   | 1970   | 1980   | 1990   | 2000   |
| ------ | ------ | ------ | ------ | ------ | ------ | ------ | ------ | ------ | ------ | ------ |
| 18 569 | 17 090 | 17 783 | 17 605 | 17 584 | 16 925 | 15 923 | 14 287 | 13 542 | 11 508 | 11 115 |

## Lugares

### Ciudades y pueblos
- Farnhamville
- Jolley
- Knierim
- Lake City
- Lohrville
- Lytton
- Manson
- Pomeroy
- Rinard
- Rockwell City
- Somers
- Yetter

### Principales carreteras
- U.S. Highway 20
- Carretera de Iowa 4
- Carretera de Iowa 7
- Carretera de Iowa 175